# مقاطعة كواهوما (ميسيسيبي)
مقاطعة كواهوما هي مقاطعة في مسيسيبي، بلغ عدد سكانها 26٬151  نسمة، في 2010، عاصمتها كلاركسديل، تبلغ مساحتها 1٬510 كيلومتر مربع.

## الموقع
تشترك في الحدود مع:
- مقاطعة تونيكا (ميسيسيبي)
- مقاطعة صنفلور (ميسيسيبي).

## التقسيمات الإدارية
- كلاركسديل.